# République rouge de Caulonia
 (mars 2025).
6 mars 1945 – 9 mars 1945
Entités précédentes :
- Royaume d'Italie

Entités suivantes :
- Royaume d'Italie

La République rouge de Caulonia est une république socialiste ayant eu une durée de vie éphémère (pendant 4 jours du 6 au 9 mars 1945) et s'étendant sur le territoire communal de Caulonia, dans la région Calabre en Italie.

## Histoire

### Prémices
En janvier 1944, le préfet de la province de Reggio de Calabre nomme Pasquale Cavallaro maire de la commune de Caulonia. À l'époque, le village était le théâtre de luttes fréquentes entre les propriétaires terriens et les ouvriers agricoles causées par la condition économique miséreuse dans laquelle se trouvaient la plupart des paysans de l'époque. Dans les rues de la commune, des groupes de résistants antifascistes de gauche (jusqu'à peu de mois avant, l'Italie avait été une dictature fasciste dirigée par Mussolini) dirigés par Ercole Cavallaro, le fils du maire, commencent à infliger des violences aux habitants riches et aux propriétaires terriens de Caulonia. La cascina (c'est-à-dire la ferme) de l'ex-consul fasciste Nestore Prota est prise d'assaut et, par la même occasion, un adolescent nommé Pasqualino Roda qui se trouvait là par hasard est blessé par les insurgés. Le propriétaire terrien Antonio Ocello, accusé d'avoir créé un groupe de vétérans fascistes en Italie du Nord, est soumis à une roulette russe. Le curé de la paroisse, don Giuseppe Rotella, est quant à lui tué pour s'être opposé à la violence du groupe.

### Déroulement
Le 5 mars 1945, Ercole Cavallaro est dénoncé puis arrêté pour les actions qu'il a menées. Son père Pasquale, maire de la commune, fait alors pression auprès des autorités pour la libération de son fils et les ex-insurgés y voient un signe de soutien de la part du maire à leur mouvement. Le jour suivant, le 6 mars, le maire Pasquale Cavallaro et plusieurs autres habitants occupent le siège du télégraphe, l'office de la poste ainsi que la caserne des carabiniers du village. Le même jour, un drapeau rouge orné d'une faucille et d'un marteau est hissé sur le campanile de l'église et la République de Caulonia (en italien Repubblica di Caulonia) est proclamée. Le Parti communiste italien est immédiatement mis au courant par un télégramme.
Pendant ce temps, la commune (devenue république) est le théâtre de plusieurs œuvres dû aux caulonisti (partisans et fondateurs de la république rouge de Caulonia) : le notaire ainsi que l'ingénieur Ilario Franco sont torturés, fouettés et contraints à porter des sacs remplis de pierres ; certaines femmes telles qu'Anna Curtale, Rosa Petrone, Maria Murdocco et Maria Mazza sont violées ; l'ouvrier Vincenzo Niutta, le cordonnier Raffaele Lucano et le marchand de journaux Gabriele Lavorata subissent des violences. Peu de temps avant l'arrivée des forces de police depuis Reggio de Calabre, les caulonisti s'emparent de la maison du curé don Gennaro Amato et l'assassinent à coups de mitraillettes.
La révolte s'étend en peu de temps aux communes limitrophes mais elle ne durera que 4 jours et le 9 mars 1945, les principaux insurgés sont arrêtés. Initialement soutenus par le Parti communiste italien, les révoltés sont finalement abandonnés par celui-ci après l'assassinat de don Gennaro Amato. Le 15 avril 1945, Pasquale Cavallaro se démet de ses fonctions de maire.

## Procès
Le 23 juin 1947, deux ans plus tard, s'ouvre le procès auprès du tribunal de Locri. Il restera connu comme le plus grand procès politique de l'après-guerre avec 365 accusés (tous les caulonisti). La magistrature fut obligée de déplacer l'audience dans une ancienne fabrique de pâtes désaffectée car tous les accusés ne tenaient pas dans la salle du tribunal. Ils furent accusés de formation de bandes armées, extorsions, violences, usurpations de bâtiments publics et homicides mais bien rapidement les juges se rendirent compte que tous les forfaits tombaient sous le coup de l'amnistie Togliatti qui annulait toutes les peines relatives à des délits politiques commis entre septembre 1943, début de la libération du sud de l'Italie par les Alliés, et juin 1946, création d'un réel gouvernement italien. Seul un délit est retenu, celui de l'assassinat du curé Gennaro Amato (crime déjà à l'origine de l'abandon du soutien du Parti communiste italien envers la république rouge). Pour ce dernier, trois personnes sont retenues coupables : Ilario Bava et Giuseppe Menno, responsable de l'homocide, et le maire communiste Pasquale Cavallaro, commanditaire du meurtre, qui est condamné à 8 ans de prison.

## Retentissement de l'affaire
L'affaire eut un retentissement international et ainsi, lors d'une transmission de Radio Prague, Joseph Staline dit « il faudrait un Cavallaro dans chaque ville ». De même pour l'écrivain Corrado Alvaro qui dans son roman Mastrangelina (vie romancée de l'intellectuel Filippo De Nobili) décrit les évènements de Caulonia et leur déroulement.

## Sources
- (it) Cet article est partiellement ou en totalité issu de l’article de Wikipédia en italien intitulé « Repubblica rossa di Caulonia » (voir la liste des auteurs).
- (it) Gabriele Pedullà, « L'impossibile repubblica di Caulonia », sur Il sole 24 ore, février 2011 (consulté le 29 février 2016).